# Waterteunisbloem
Waterteunisbloem (Ludwigia grandiflora) is een overblijvende waterplant die behoort tot de teunisbloemfamilie (Onagraceae). Waterteunisbloem wortelt in de oeverzone en vormt dichte op het wateroppervlak drijvende matten. De plant komt oorspronkelijk uit Amerika. Al in het begin van de 19e eeuw (1823) is zij in Europa geïntroduceerd. Via de handel in vijverplanten is zij in Nederland  en België terechtgekomen. Inmiddels heeft de plant zich ontwikkeld tot een invasieve soort.

## Kenmerken
De plant wordt 10 tot 40 cm hoog. De gele bloemen bloeien van juni tot september. De vrucht is een doosvrucht.

## Verspreiding
Waterteunisbloem groeit in en langs onbeschaduwde, stilstaande tot langzaam stromende, voedselrijke wateren, als sloten, kanalen, plassen, meren, beken, rivieren, stadsgrachten en zand- en kleiwinningsputten.  Eenmaal gevestigd in het buitenwater vindt verdere verspreiding plaats door losgeraakte stengelfragmenten die door de waterstroming worden meegevoerd. Het is nog onduidelijk in hoeverre de plant in de Lage Landen kiemkrachtige zaden kan vormen. 
De eerste melding van verwildering in Nederland dateert uit 1993, toen de plant in een vijver in Dalfsen werd aangetroffen. In België werd de eerste zekere melding gemaakt in 1996. De meeste, zo niet alle, groeiplaatsen in het buitenwater zijn te herleiden tot dumping van overtollige vijverplanten.

## Overlast en bestrijding

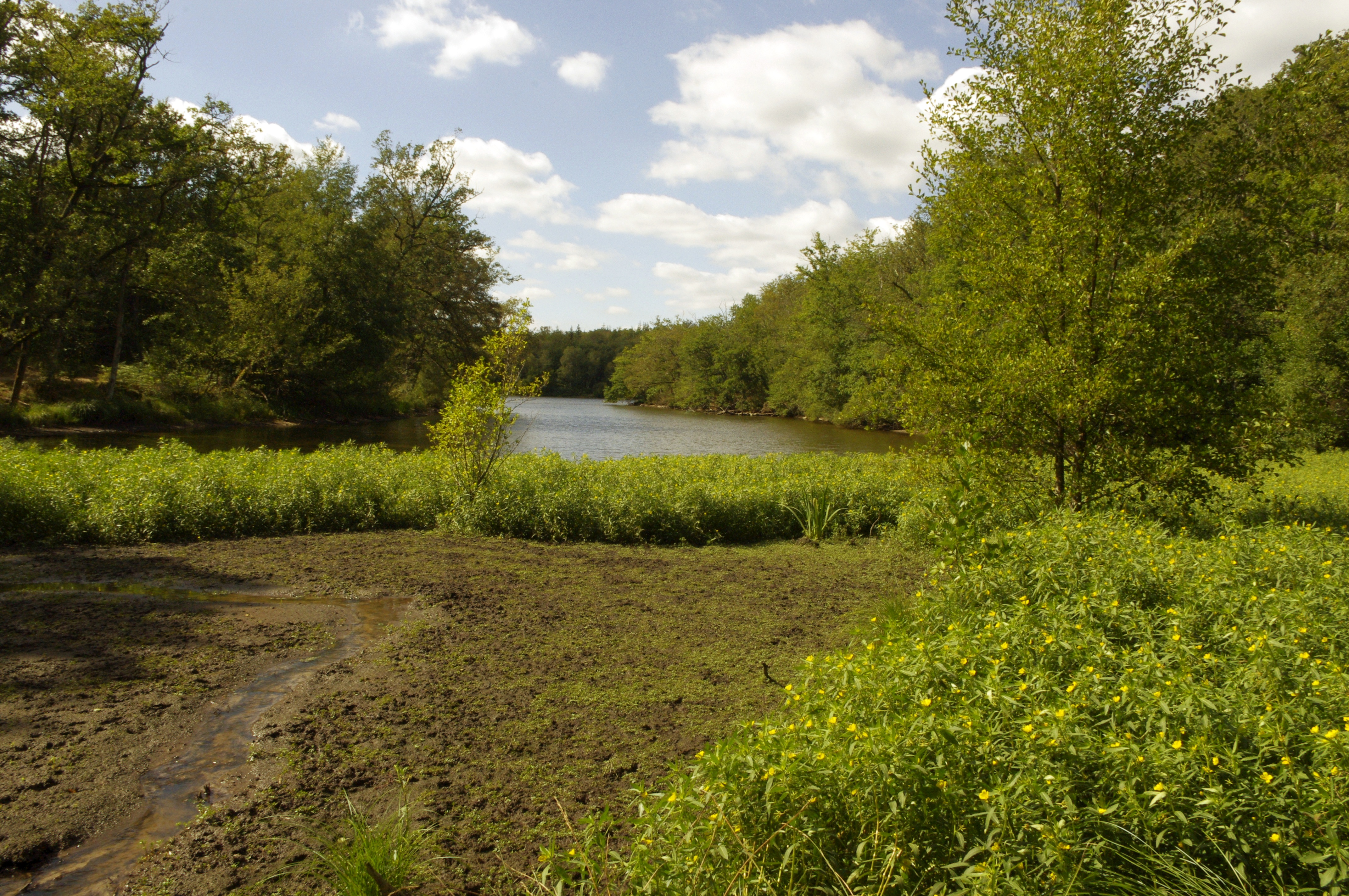
Dichtgegroeide watergang

In 2000 was er in Nederland voor het eerst sprake van ernstige door waterteunisbloem veroorzaakte overlast. Grote massa’s blokkeerden de waterafvoer in een watergang bij Tiel, zodat het waterschap zich genoodzaakt zag de planten te verwijderen. Tot en met 2008 vertoonde de plant een sterke toename in verspreiding. Na intensieve bestrijding en enkele strenge winters leek de plant in Nederland op z’n retour, maar daarna is er weer sprake van toename. De grote hoeveelheid biomassa die gevormd wordt bedreigt de doorstroming van watergangen en belemmert door overschaduwing de groei van ondergedoken waterplanten. De oorspronkelijk aanwezige fauna verarmt en in stilstaande wateren ontstaat zuurstofgebrek.

### Invasieve uitheemse soort
Vanwege de nadelige effecten voor de biodiversiteit is de soort in 2010 opgenomen in Bijlage 1 van het Nederlandse Convenant waterplanten. In 2016 werd de plant opgenomen op de EU-Unielijst met invasieve soorten van EU-belang. Dit houdt in dat de soort binnen de EU niet meer mag worden verhandeld en dat lidstaten verplicht zijn om in de natuur aanwezige populaties op te sporen en indien mogelijk te verwijderen. Is verwijdering niet meer mogelijk dan dient de soort dusdanig beheerd te worden dat verdere verspreiding zoveel mogelijk wordt voorkomen.